# Пелеле
Пелеле (пол. Pełele) — село в Польщі, у гміні Пунськ Сейненського повіту Підляського воєводства.
Населення — 164 особи (2011).
У 1975—1998 роках село належало до Сувальського воєводства.

## Демографія
Демографічна структура станом на 31 березня 2011 року:
|          | Загалом | Допрацездатний вік | Працездатний вік | Постпрацездатний вік |
| -------- | ------- | ------------------ | ---------------- | -------------------- |
| Чоловіки | 86      | 14                 | 61               | 11                   |
| Жінки    | 78      | 10                 | 50               | 18                   |
| Разом    | 164     | 24                 | 111              | 29                   |